# UTC−5:30
UTC-5:30 — позначення для відмінних від UTC часових зон на — 5 годин 30 хвилин. Іноді також вживається поняття «часовий пояс UTC-5:30». Такий час використовували у Белізі як літній час з 1918 по 1943 рік. Хоча Беліз і розташований у тропічних широтах Північної півкулі, однак півгодинний літній час там використовували, і навіть за розкладом Південної півкулі — з першої неділі жовтня до другої неділі лютого.

## Використання
Зараз не використовують

## Історія використання
Час UTC-5:30 використовували:

### Як стандартний час
Ніде не використовували

### Як літній час
- Беліз (1918—1943)